# 38sagidongdae
38sagidongdae (38사기동대?, lett. "Squadra frodi 38"; titolo internazionale 38 Revenue Collection Unit) è una serie televisiva sudcoreana trasmessa su OCN dal 17 giugno al 6 agosto 2016.

## Trama
La squadra speciale 38 della polizia di Seul collabora con un truffatore e utilizza le sue tecniche per raccogliere le tasse da chi evade grosse somme.

## Personaggi
- Baek Sung-il/Park Woong-cheol, interpretato da Ma Dong-seok
- Yang Jeong-do, interpretato da Seo In-guk
- Cheon Sung-hee, interpretata da Choi Soo-young
- No Bang-shil, interpretato da Song Ok-sook
- Jang Hak-joo, interpretato da Heo Jae-ho
- Jung Ja-wang, interpretato da Ko Kyu-pil
- Jo Mi-joo, interpretata da Lee Sun-bin
- Choi Ji-yeon, interpretata da Kim Joo-ri
- Cheon Gap-soo, interpretato da Ahn Nae-sang
- Ahn Tae-wook, interpretato da Jo Woo-jin
- Kang No-seung, interpretato da Kim Byung-choon
- Ahn Chang-ho, interpretato da Lee Hak-joo
- Esaminatore Park, interpretato da Kim Joo-heon
- Esaminatore Kim, interpretato da Jung Do-won
- Sa Jae-sung, interpretato da Jung In-gi
- Choi Cheol-woo, interpretato da Lee Ho-jae
- Bang Pil-gyu, interpretato da Kim Hong-pa
- Ma Jin-seok, interpretato da Oh Dae-hwan
- Presidente Wang, interpretato da Lee Deok-hwa

## Ascolti
| Episodio | Data di trasmissione | Dati AGB            | Dati AGB                   | Dati TNMS           |
| Episodio | Data di trasmissione | A livello nazionale | Area metropolitana di Seul | A livello nazionale |
| -------- | -------------------- | ------------------- | -------------------------- | ------------------- |
| 1        | 17 giugno 2016       | 1,577%              | 2,147%                     | 1,0%                |
| 2        | 18 giugno 2016       | 1,920%              | <1,524%                    | 1,4%                |
| 3        | 24 giugno 2016       | 2,251%              | 2,454%                     | 1,9%                |
| 4        | 25 giugno 2016       | 3,338%              | 3,193%                     | 2,9%                |
| 5        | 1 luglio 2016        | 1,867%              | 1,738%                     | 1,9%                |
| 6        | 2 luglio 2016        | 3,088%              | 3,008%                     | 3,2%                |
| 7        | 8 luglio 2016        | 3,185%              | 3,185%                     | 2,9%                |
| 8        | 9 luglio 2016        | 4,063%              | 4,027%                     | 3,3%                |
| 9        | 15 luglio 2016       | 3,383%              | 2,818%                     | 3,3%                |
| 10       | 16 luglio 2016       | 3,955%              | 3,783%                     | 3,9%                |
| 11       | 22 luglio 2016       | 3,578%              | 3,409%                     | 3,4                 |
| 12       | 23 luglio 2016       | 4,468%              | 4,903%                     | 4,4%                |
| 13       | 29 luglio 2016       | 3,794%              | 3,488%                     | 3,8%                |
| 14       | 30 luglio 2016       | 4,386%              | 4,122%                     | 4,8%                |
| 15       | 5 agosto 2016        | 4,099%              | 4,134%                     | 5,0%                |
| 16       | 6 agosto 2016        | 4,559%              | 4,024%                     | 6,7%                |
| Media    | Media                | 3,344%              | <3,247%                    | 3,363%              |

## Colonna sonora
1. Run (뛰어) – Sunyoul, Jinhoo, Bitto (UP10TION)
2. Cool – Key (SHINee), Doyoung (NCT)

## Riconoscimenti
| Anno | Premio                    | Categoria                                        | Ricevente    | Risultato       |
| ---- | ------------------------- | ------------------------------------------------ | ------------ | --------------- |
| 2016 | APAN Star Awards          | Miglior attore di supporto                       | Ma Dong-seok | Candidato/a     |
| 2016 | Asian TV Drama Conference | Premio speciale, attore                          | Seo In-guk   | Vincitore/trice |
| 2016 | Asian TV Drama Conference | Premio speciale, regista                         | Han Dong-hwa | Vincitore/trice |
| 2017 | Korea Cable TV Awards     | Premio stella della TV via cavo – Icona di stile | Kim Joo-ri   | Vincitore/trice |